# Nonza

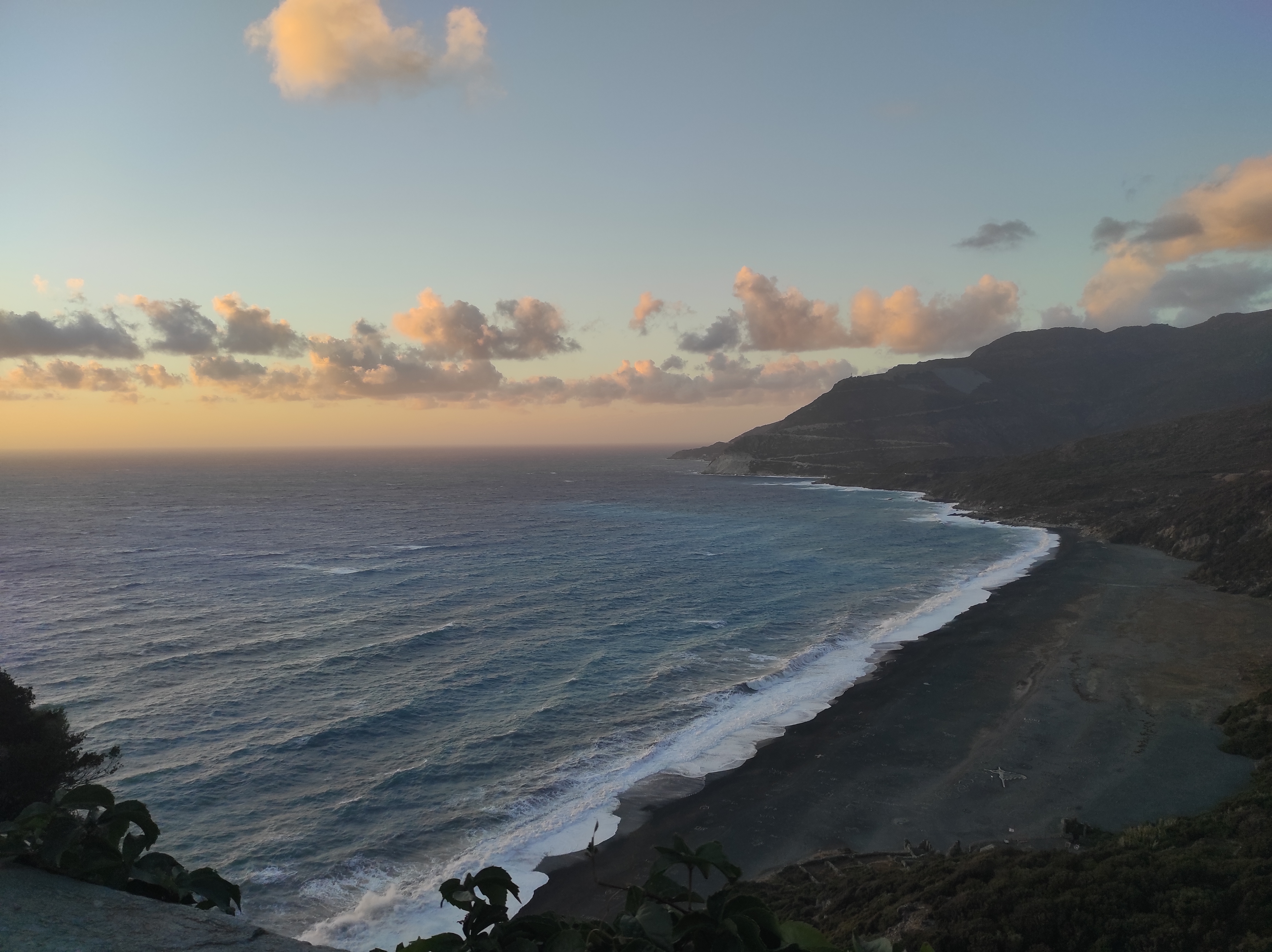
Playa de Nonza al atardecer, con su característico color oscuro.

 Nonza  es una comuna y población de Francia, en la región de Córcega, departamento de Alta Córcega, en el distrito de Bastia y cantón de Sagro-di-Santa-Giulia.
Su población en el censo de 1999 era de 67 habitantes.
Está integrada en la Communauté de communes du Cap Corse.

## Demografía
| 61 | 137 | 71 | 68 | 86 | 67 |
| Para los censos de 1962 a 1999 la población legal corresponde a la población sin duplicidades (Fuente: INSEE [Consultar]) |     |    |    |    |    |

- Datos: Q741214
- Multimedia: Nonza / Q741214